# Гармонічні коливання

При проходженні хвилі в просторі кожна точка здійснює гармонічні
коливання

Гармонічними коливаннями називаються періодичні коливання фізичної
величини (або будь-якої іншої) залежно від часу, які відбуваються згідно із законами синуса або косинуса 
{\displaystyle y=A\cos(\omega t+\varphi )},
або
{\displaystyle y=A\sin(\omega t+\varphi )},
де {\displaystyle y} — це фізична величина, що коливається, {\displaystyle t} — час, {\displaystyle A} — це найбільше значення, яке приймає
величина {\displaystyle y} під час коливань, яке називають
амплітудою коливань, {\displaystyle \omega } — циклічна частота
коливань,
{\displaystyle \varphi } — фаза коливань.
Періодом коливань називається величина
{\displaystyle T={\frac {2\pi }{\omega }}}.
Частота коливань визначається, як
{\displaystyle \nu ={\frac {1}{T}}}.

## Диференціальні рівняння
Фізична величина {\displaystyle y}, яка здійснює гармонічні коливання,
задовольняє диференціальне рівняння
{\displaystyle {\frac {d^{2}y}{dt^{2}}}+\omega ^{2}y=0}.
У цьому випадку амплітуда коливань визначається початковими умовами.
Гармонічний осцилятор із частотою {\displaystyle \omega _{0}} може здійснювати
гармонічні коливання на іншій частоті {\displaystyle \omega } під впливом
зовнішньої дії з цією частотою. У такому випадку гармонічні коливання
величини {\displaystyle y} задовольняє диференціальному рівнянню
{\displaystyle {\frac {d^{2}y}{dt^{2}}}+\omega _{0}^{2}y=f\cos(\omega t+\varphi )}.
Такі коливання називаються вимушеними. Амплітуда вимушених коливань
визначається величиною зовнішньої дії  та співвідношенням величин власної частоти та частоти зовнішньої сили. Див.
Резонанс.

## Згасання гармонічних коливань
В результаті дії різноманітних сил, які призводять до втрати енергії,
коливання можуть згасати. В такому випадку вони описуються формулою
{\displaystyle y=y_{0}e^{-\alpha t}\cos(\omega t+\varphi )}.
Величина {\displaystyle \alpha } називається декрементом згасання коливань. Обернена до декременту величина називається сталою часу згасаючих коливань.

## Ангармонічні коливання
Періодичні коливання, що не описуються вказаним законом називаються
ангармонічними. Якщо величина {\displaystyle y} здійснює коливання із
періодом {\displaystyle T} таким чином, що
{\displaystyle y(t+T)=y(t)},
то їхня частота визначається, як {\displaystyle \omega =2\pi /T}.
Ангармонічні коливання, які є періодичною функцією, можна розкласти
в ряд Фур'є, тобто записати у вигляді суми гармонічних коливань:
{\displaystyle y=\sum _{n=1}^{\infty }a_{n}\cos(n\omega t+\varphi )}.
Члени цього розкладу називаються гармоніками. В акустиці вищі члени
такого розкладу називаються також обертонами; саме вони
визначають тембр звуку.

## Приклади
Гармонічні коливання дуже розповсюджені в природі й техніці. До них
належать малі коливання підвішеного на пружині тягаря, малі коливання
маятника, коливання в молекулах, якими зумовлене поглинання
інфрачервоних променів, різноманітні коливання в електротехніці, наприклад у коливальному контурі та інші.